# Канштатт, Карл Фридрих
Карл Фридрих Ка́нштатт (нем. Karl Friedrich Canstatt; 11 июля 1807, Регенсбург — 10 марта 1850, Эрланген) — немецкий врач.

## Биография
Карл Фридрих Канштатт происходил из традиционной еврейской семьи. Обучался медицине в Венском и Вюрцбургском университетах у Иоганна Лукаса Шёнлейна. В 1829 году защитил докторскую диссертацию. В 1831 году сдал государственный экзамен на право заниматься врачебной деятельностью.
В 1832 году отправился для изучения холеры в Париж, отсюда в Швейцарию, затем в Бельгию, где правительство поручило ему организовать больницу для больных холерой. В 1843 году назначен профессором и директором клиники в Эрлангене.
Из научных трудов Канштатта, кроме монографий о холерной эпидемии, Брайтовой болезни и болезнях старческого возраста, выделяется «Специальная патология и терапия с клинической точки зрения» (нем. «Die specielle Pathologie und Therapie vom klinischen Standpunkte», 4 тома, 1841—1842). Особое значение для медицины имело основанное Канштаттом издание «Годовые отчёты о достижениях общей медицины во всех странах» (нем. «Jahresberichtes über die Fortschritte der gesammten Medicin in allen Ländern»; с 1842).
Канштатт увлекался музыкой и был знаком с Феликсом Мендельсоном Бартольди, Фредериком Шопеном, Францем Листом и Никколо Паганини.